# Partito Nazionale del Popolo (Giamaica)
Il Partito Nazionale del Popolo o Partito Nazional Popolare è un partito politico giamaicano.

## Leader
- Norman Manley (1938-1969)
- Micheal Norman Manley (1969-1992)
- Percival Noel James Patterson (1992-2006)
- Portia Simpson-Miller (2006-in carica)

## Risultati elettorali
| Anno              | Voti    | Seggi   |
| ----------------- | ------- | ------- |
| Parlamentari 1989 | 473 754 | 45 / 60 |
| Parlamentari 1993 | 401 131 | 52 / 60 |
| Parlamentari 1997 | 429 805 | 50 / 60 |
| Parlamentari 2002 | 396 590 | 34 / 60 |
| Parlamentari 2007 | 410 438 | 32 / 60 |
| Parlamentari 2011 | 464 064 | 42 / 63 |
| Parlamentari 2016 | 433 735 | 31 / 63 |
| Parlamentari 2020 | 305 864 | 14 / 63 |